# Mango Iki
Mango Iki (Mago iki) ist eine Insel im Archipel Haʻapai, die zum Königreich Tonga gehört.

## Geografie
Das Motu liegt zusammen mit der „großen Schwester“ Mango im Zentrum der Nomuka-Group in ʻOtu Muʻomuʻa südlich von Nukufaiau. Sie ist umgeben von zahlreichen Riffen: Lua Meamea, Ngalualua, Lua Aleingongo, Lua Kafa, Afu Ngalalu und Lua Fasi. Im Westen sind die nächstgelegenen Inseln Toka Vevili und Nomuka Iki.

## Klima
Das Klima ist tropisch heiß, wird jedoch von ständig wehenden Winden gemäßigt. Ebenso wie die anderen Inseln der Haʻapai-Gruppe wird Mango Iki gelegentlich von Zyklonen heimgesucht.